# Lottstetten
Lottstetten je mjesto u njemačkoj saveznoj pokrajini Baden-Württemberg (okrug Waldshut (okrug)). Nalazi blizu graničnog prijelaza Švicarskoj Rafz i 9 km od Rheinfalla.

## Vanjske poveznice
- Službena stranica